# 田丸駅
田丸駅（たまるえき）は、三重県度会郡玉城町佐田にある、東海旅客鉄道（JR東海）参宮線の駅である。玉城町にある唯一の駅である。
快速「みえ」は、参宮線内各停となる夜間の伊勢市行と、名古屋行2・4号のみ停車する。

## 歴史
- 1893年（明治26年）12月31日：参宮鉄道津駅 - 相可駅（現・多気駅） - 宮川駅間開通時に開設[1]。
- 1907年（明治40年）10月1日：国有化[1]、帝国鉄道庁の駅となる。
- 1909年（明治42年）10月12日：線路名称制定、参宮線所属となる[1]。
- 1912年（大正元年）頃：現駅舎（木造平屋）完成[4]。
- 1983年（昭和58年）
  - 1月：跨線橋新設、同年1月19日より使用開始[5]。
  - 12月21日：荷物の取扱いを廃止[6]。
- 1987年（昭和62年）4月1日：国鉄分割民営化に伴い、JR東海の駅となる[1]。
- 2012年（平成24年）10月1日：業務委託駅から無人駅化[7][8]。
- 2024年（令和6年）4月、駅舎を兼ねた交流施設「田丸駅交流施設」が完成[9]。

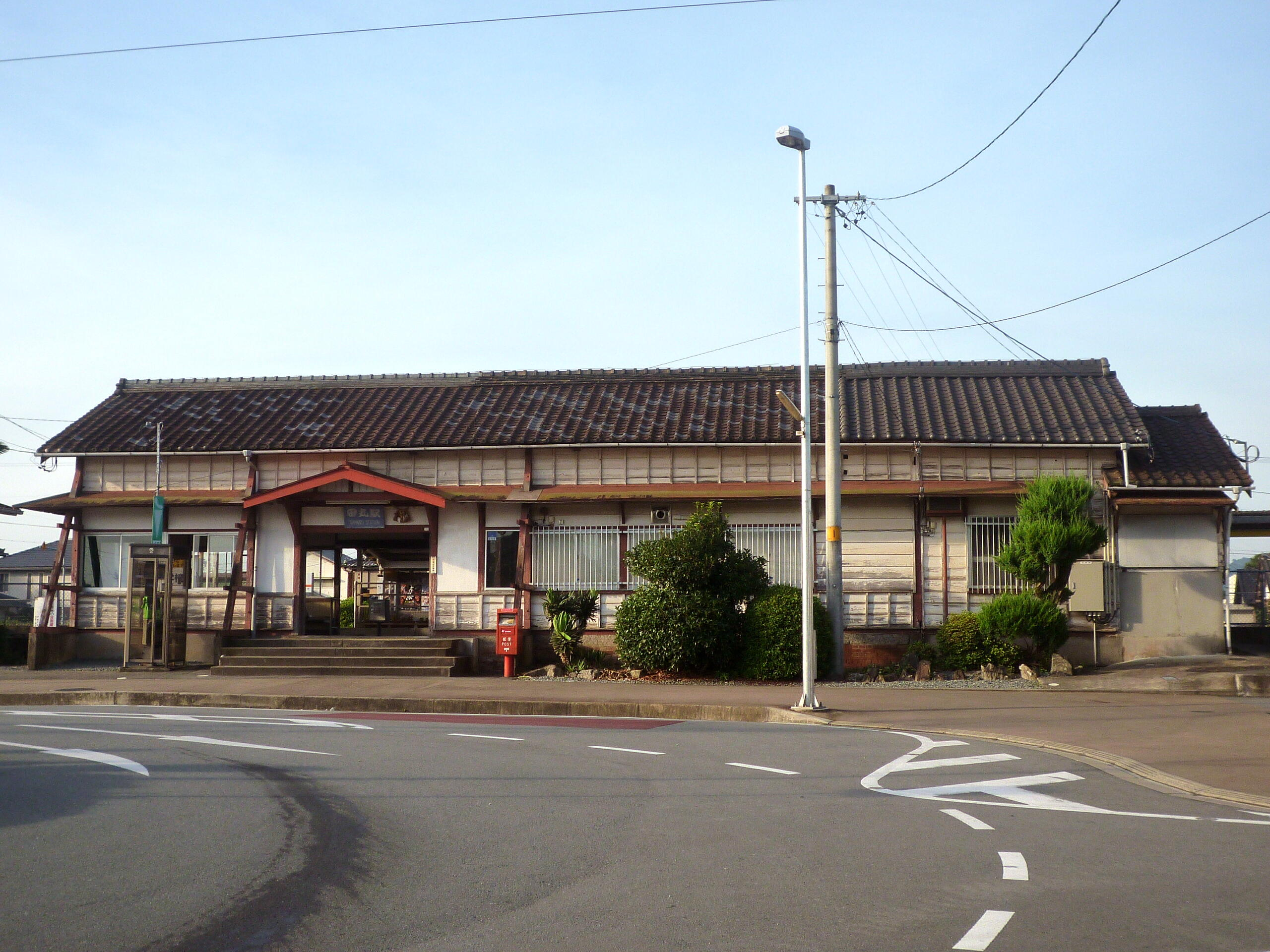
旧駅舎（2010年7月）

## 駅構造
相対式ホーム2面2線を有する列車交換可能な地上駅。両ホームは跨線橋で連絡している。2番線を本線とした1線スルー構造であり、当駅を通過する快速列車は上下共に2番線を通過する。一時期は停車列車についても2番線を使用していたが、現在は原則として方向別にホームを使い分けている（通過列車との行違いの場合は上下線共に駅舎側1番線に停車）。
2番線ホーム南側にもロータリーがあるが、出入口が無く、ホームへ出入りすることは不可。
伊勢市駅管理の無人駅。以前は業務委託駅（東海交通事業（TKJ）受託）で、JR全線きっぷうりばも設置されていたが、2012年10月1日に無人駅化された。
旧駅舎は1912年築の木造平屋で、筆で書かれた駅名看板や赤い柱等、レトロな雰囲気が住民ら駅の利用者に親しまれた。駅は小津安二郎監督の映画『浮草』（1959年）のラストシーンのロケ地としても使われた。
しかし、2021年度に玉城町が実施した耐震診断の結果、大地震で倒壊する危険性があるとされ保存は困難と判定された。そのため2023年に旧駅舎は解体された。
2024年4月、玉城町がJR東海から土地を借り、駅舎を兼ねた交流施設「田丸駅交流施設」が整備された。田丸駅交流施設は木造瓦ぶき平屋建てで、延床面積は約107平方メートル。朱色の柱など旧駅舎の特徴を残し、看板や木の扉、レンガの一部などを再利用している。

### のりば
| 番線 | 路線    | 方向 | 行先             | 備考        |
| ---- | ------- | ---- | ---------------- | ----------- |
| 1    | ■参宮線 | 下り | 伊勢市・鳥羽方面 |             |
| 2    | ■参宮線 | 上り | 松阪・名古屋方面 | 一部は1番線 |

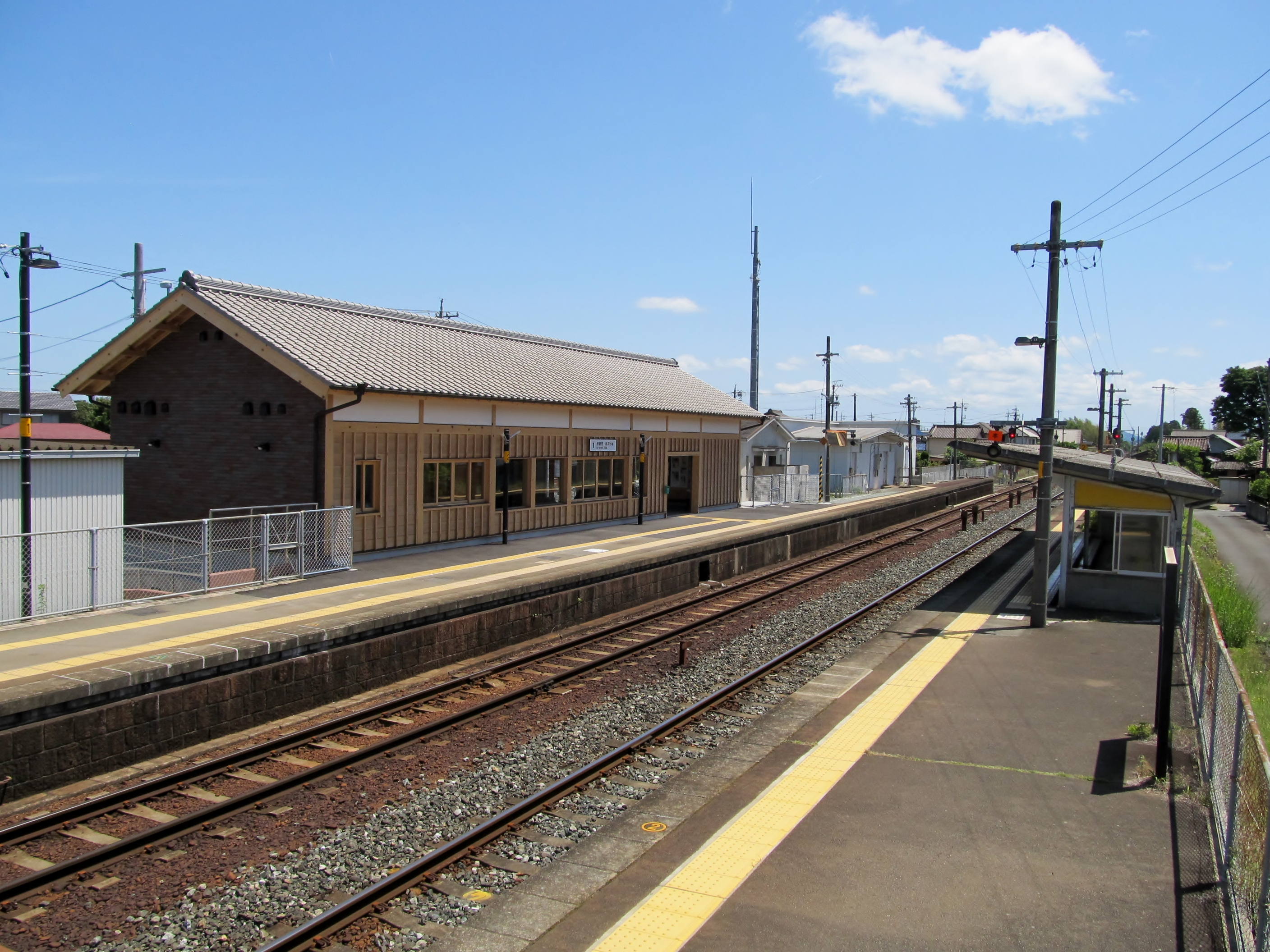
ホーム（2024年5月）
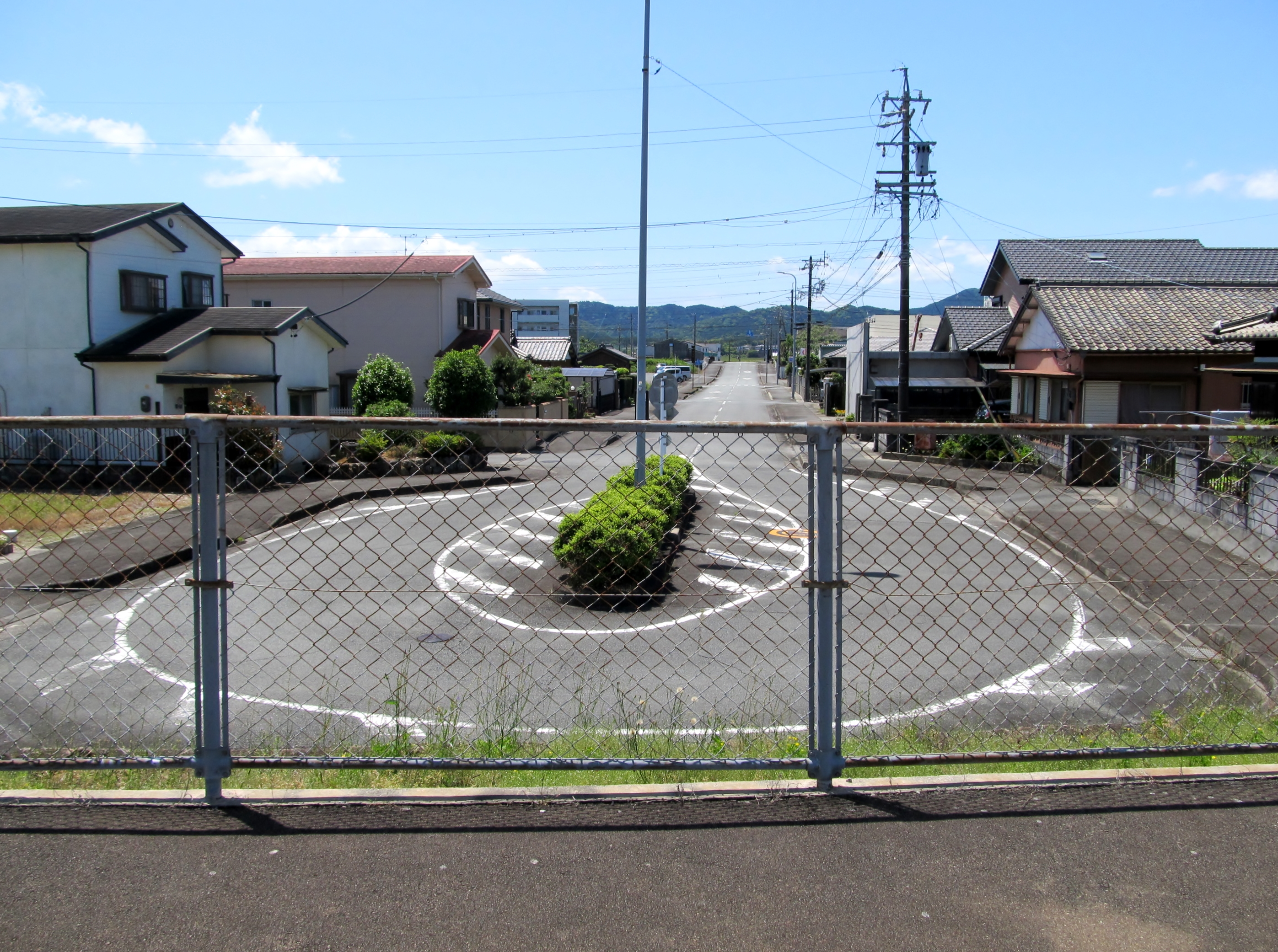
駅南側のロータリー（2024年5月）

## 利用状況
「三重県統計書」によると、近年の1日平均乗車人員の推移は以下の通り。
| 年度               | 1日平均 乗車人員 |
| ------------------ | ---------------- |
| 1998年（平成10年） | 698              |
| 1999年（平成11年） | 704              |
| 2000年（平成12年） | 710              |
| 2001年（平成13年） | 677              |
| 2002年（平成14年） | 646              |
| 2003年（平成15年） | 627              |
| 2004年（平成16年） | 599              |
| 2005年（平成17年） | 583              |
| 2006年（平成18年） | 570              |
| 2007年（平成19年） | 552              |
| 2008年（平成20年） | 548              |
| 2009年（平成21年） | 551              |
| 2010年（平成22年） | 558              |
| 2011年（平成23年） | 567              |
| 2012年（平成24年） | 518              |
| 2013年（平成25年） | 529              |
| 2014年（平成26年） | 525              |
| 2015年（平成27年） | 550              |
| 2016年（平成28年） | 565              |
| 2017年（平成29年） | 559              |
| 2018年（平成30年） | 551              |
| 2019年（令和元年） | 550              |
| 2020年（令和02年） | 516              |
| 2021年（令和03年） | 449              |

## 駅周辺
北畠氏が築いた田丸城跡や朝日新聞の創設者・村山龍平の遺品を展示した村山龍平記念館がある。
- 玉城町役場
- 玉城町国民健康保険玉城病院
- 伊勢市消防本部伊勢市消防署玉城出張所
- 玉城町立玉城中学校
- 玉城町立田丸小学校
- 玉城町立田丸保育所
- 伊勢農協玉城支店
- 玉城郵便局
- Ａコープ玉城店
- お城広場（旧・田丸小学校）：国鉄C58形蒸気機関車（C58 414）が静態保存されている[1]。
- 狭田国生神社
- 坂手国生神社
- 鴨下神社
- 小社神社
- 三重県道530号田丸停車場斎明線

## バス路線
三交伊勢志摩交通伊勢玉城線「田丸駅前」バス停
- 23系統 田丸城跡（玉城町役場）
- 23系統 伊勢市駅前

## 隣の駅
東海旅客鉄道（JR東海）
■参宮線
■快速「みえ」
通過
■快速「みえ」（朝夕の一部）
多気駅 - (4号を除き外城田駅) - 田丸駅 - 宮川駅
■普通
外城田駅 - 田丸駅 - 宮川駅